# هنري هاربندينغ
هنري كوساد هاربيندينغ (13 يناير 1944 - 3 أبريل 2016) كان عالم إنسان وجينات سكانية وكاتب أمريكي. كان أستاذًا متميزًا في جامعة يوتا، وسبق له التدريس في جامعة بنسلفانيا الولايات المتحدة وجامعة نيو مكسيكو. كان عضوًا في الأكاديمية الوطنية للعلوم. اشتهر بكتابه "الانفجار لمدة 10000 سنة"، الذي كتبه بالتعاون مع غريغوري كوكران. بعض تصريحات هاربندينغ حول العرق والأحياء والاختلافات العرقية في الذكاء كانت مثيرة للجدل. وصفه مركز الفقر الجنوبي (SPLC) بأنه قومي أبيض.